# حارة الشباب (المعلا)
حارة الشباب هي إحدى حارات حي ردفان الواقع بمديرية المعلا التابعة لمحافظة عدن، بلغ تعداد سكانها 571 نسمة حسب تعداد اليمن لعام 2004.